# Kutavičius
Kutavičius ist ein litauischer männlicher Familienname.

## Weibliche Formen
- Kutavičiūtė (ledig)
- Kutavičienė (verheiratet)

## Namensträger
- Bronius Kutavičius (1932–2021), sowjetischer bzw. litauischer Komponist
- Tomas Kutavičius (* 1964), litauischer Jazzmusiker und Komponist